# آلن لويد هودجكين
السير.آلن لويد هودجكين (بالإنجليزية: Alan Lloyd Hodgkin)‏ عالم كيمياء حيوية بريطانيًا، ولد في 5 فبراير 1914 وتوفي في 20 ديسمبر 1998، حصل على  جائزة نوبل في الطب لعام 1963 لتجاربه وأبحاثه الرياضية المتعلقة بجهد الفعل وقد شاركه السير أندرو هكسلي ,وقد شاركهما في جائزة نوبل الأسترالي السير جون إيكلس،لأبحاثه حول التشابكات العصبية.

## نشأته وتعليمه
ولد هودجكن في بانبري، أوكسفوردشاير، في 5 فبراير 1914 وهو الابن الأكبر من بين ثلاثة أبناء لجورج هودجكن وماري ويلسون هودجكن أتباع طائفة الكويكرز. كان والده ابن توماس هودجكن وقد درس العلوم الطبيعية في جامعة كامبريدج حيث كان صديقًا لعالم الفيزيولوجيا الكهربية كيث لوكاس. بسبب ضعف بصره، لم يتمكن من دراسة الطب وانتهى به المطاف بالعمل في أحد البنوك في بانبري. بصفتهما عضوين في جمعية الأصدقاء الدينية، عارض جورج وماري قانون الخدمة العسكرية لعام 1916 واضطرا إلى تحمل قدر كبير من الإساءة من محيطهما بما في ذلك محاولة رمي جورج في إحدى قنوات المدينة. في عام 1916 سافر جورج هودجكن إلى أرمينيا كجزء من التحقيق في حالات الاستغاثة. نظرًا لتأثره ببؤس ومعاناة اللاجئين الأرمن، حاول العودة إلى هناك في عام 1918 من خلال معبر يمر عبر الخليج العربي (حيث أغلق الطريق الشمالي بسبب ثورة أكتوبر في روسيا). توفي بعد إصابته بالزحار في بغداد في 24 يونيو 1918، بعد أسابيع قليلة من ولادة ابنه الأصغر، كيث.
منذ طفولتهم، شجع الوالدان آلن وإخوته على اكتشاف الريف المحيط بمنزلهم، مما غرس في ذهنه اهتمامه اللاحق بعلم التاريخ الطبيعي، وخاصةً علم الطيور. في سن ال15، ساعد هودجكن عالم الطيور والحشرات ويلفريد باكهاوس ألكساندر في إجراء مسوحات عن طيور مالك الحزين، وفيما بعد، في مدرسة جريشام، تعرف على ديفيد لاك وبدأ بقضاء الكثير من الوقت بصحبته. في عام 1930 فاز بميدالية برونزية في مسابقة أفضل مقال ضمن المدارس العامة التي نظمتها الجمعية الملكية لحماية الطيور.
بدأ آلن تعليمه في مدرسة داونز حيث كان من بين معاصريه عالمان مستقبليان وهما فريدريك سانغر وأليك بانغهام الذان «لم يكن أي منهما جيدًا في المدرسة» بحسب تعبير هودجكن، بالإضافة إلى الفنانين المستقبليين لورانس جاوينج وكينيث راونتري. بعد مدرسة داونز، ارتاد هودجكن مدرسة جريشام حيث احتك مع الملحن المستقبلي بنيامين بريتن وكذلك موري ميكليجون.في نهاية المطاف، حصل على منحة دراسية في كلية ترينيتي في جامعة كامبريدج لدراسة علم النبات وعلم الحيوان والكيمياء.
في الفترة بين المدرسة والكلية، أمضى شهر مايو من عام 1932 في محطة المياه العذبة البيولوجية في قلعة راي بناءً على توصية مدير الدراسات المستقبلي في ترينيتي، كارل بانتين. بعد قلعة راي أمضى شهرين مع عائلة ألمانية في فرانكفورت لأن في ذلك الوقت كان «يُفضّل لأي شخص يعتزم على دراسة العلوم أن يكون لديه بعض المعرفة في اللغة الألمانية». بعد عودته إلى إنجلترا في أوائل أغسطس في عام 1932، تزوجت والدته ماري من ليونيل سميث (1880-1972) الابن الأكبر لإل.أ سميث، الذي تزوجت ابنته دوروثي أيضًا من عم آلان روبرت هوارد هودجكن.
في خريف عام 1932 بدأ هودجكين مسيرته كطالب مستجد في كلية ترينيتي بكامبريدج حيث كان من بين أصدقائه الباحثين في تاريخ العصور الكلاسيكية جون رافين ومايكل غرانت، وزملائه العلماء ريتشارد سينج وجون إتش همفري. بالإضافة إلى بولي وديفيد هل، أبناء أرشيبالد هل الحائز على جائزة نوبل في الطب. درس علم وظائف الأعضاء مع الكيمياء وعلم الحيوان في العامين الأولين، بما في ذلك المحاضرات التي ألقاها إدغار دوغلاس أدريان الحائز على جائزة نوبل في الطب.
بالنسبة للمرحلة الثانية من دراسته، قرر التركيز على علم وظائف الأعضاء بدلًا من علم الحيوان. ومع ذلك، شارك في رحلة استكشافية لقسم علم الحيوان إلى جبال الأطلس في المغرب بقيادة جون برينجل في عام 1934. أنهى المرحلة الثانية من دراسته في يوليو عام 1935 وأقام في ترينيتي بصفته زميل باحث.
أثناء دراسته، كان هودجكن الذي وصف نفسه بأنه «نشأ على أنه موالاة حزب العمال البريطاني» صديقًا للشيوعيين وشارك بشكل فعال في توزيع الكتيبات المناهضة للحرب. في كامبريدج، كان من بين معارفه جيمس كلوجمان وجون كورنفورد لكنه أكد في سيرته الذاتية أنه لم يكن لأي من أصدقائه أي دور حقيقي في تحوله للشيوعية، سواء في ذلك الوقت أو لاحقًا. أصبح هودجكن عضوًا في جمعية رهبان كامبريدج من عام 1935 إلى عام 1937.

## عمله
تطوع هودجكين أثناء الحرب العالمية الثانية للعمل في مجال طب الطيران في منشأة فارنبوروه البحثية ثم نقل إلى المنشأة لعلوم الاتصالات (بالإنجليزية: Telecommunications Research Establishment (TRE))‏ حيث عمل في مجال تطوير الرادار.

## روابط خارجية
- آلن لويد هودجكين على موقع الموسوعة البريطانية (الإنجليزية)
- آلن لويد هودجكين على موقع مونزينجر (الألمانية)
- آلن لويد هودجكين على موقع إن إن دي بي (الإنجليزية)